# 로저 셔먼

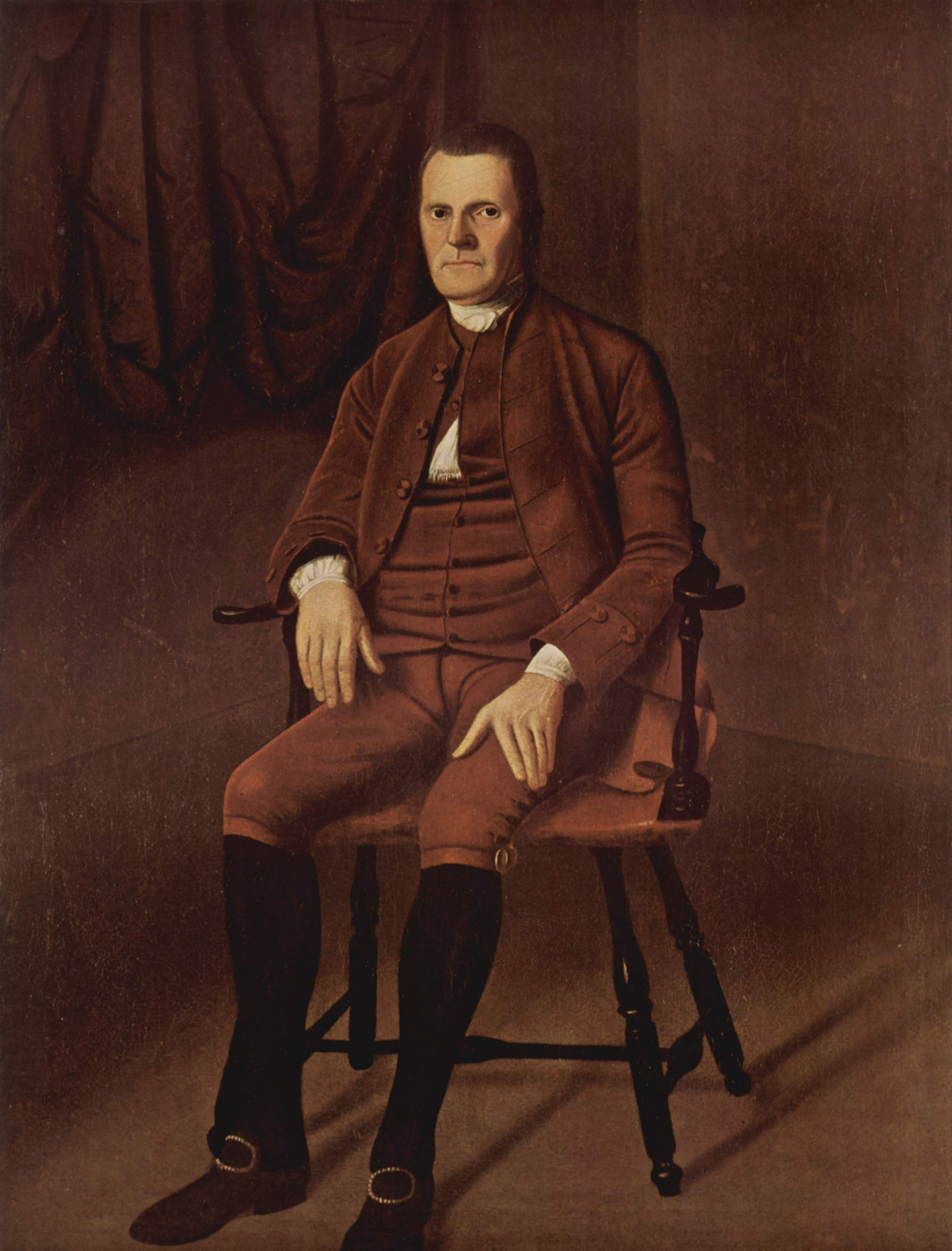
로저 셔먼

로저 셔먼(Roger Sherman, 1721년 4월 19일 ~ 1793년 7월 23일)은 미국의 변호사이자 정치인으로, 미국 독립선언서의 기초를 마련하였다.

## 미국 독립선언서
1774년 제1차 대륙회의의 폐회 연설에서 패트릭 헨리는 "자유가 아니면 죽음을 달라"는 유명한 말을 했다. 이를 계기로 민병대를 조직하여 훈련시키고 군수물자를 비축하기 시작했다.
1775년 제2차 대륙 회의에서 벤자민 프랭클린, 존 애덤스, 로저 셔먼, 로버트 리빙스턴, 토머스 제퍼슨이 미국 독립선언서의 기초 작업을 수행했다. 이 1775년 제2차 대륙회의부터 미국 독립전쟁이 시작되었다.

## 역대 선거 결과
| 선거명      | 직책명                         | 대수 | 정당         | 득표율  | 득표수  | 결과 | 당락                     |
| ----------- | ------------------------------ | ---- | ------------ | ------- | ------- | ---- | ------------------------ |
| 1788년 선거 | 하원의원 (코네티컷 광역선거구) | 1대  | 연방주의자당 | 20.00%  | 1표     | 3위  | 코네티컷주 하원의원 당선 |
| 1790년 선거 | 하원의원 (코네티컷 광역선거구) | 2대  | 연방주의자당 | 14.93%  | 2,969표 | 1위  | 코네티컷주 하원의원 당선 |
| 1791년 선거 | 상원의원 (코네티컷 제3부)      | 2대  | 연방주의자당 | 100.00% | 1표     | 1위  | 코네티컷주 상원의원 당선 |